# ふうらい姉妹
『ふうらい姉妹』 （ふうらいしまい）は、長崎ライチによる日本の4コマ漫画作品（一部除く）。『Fellows!』→『ハルタ』（KADOKAWA・エンターブレイン）にて連載。

## 概要
美人だが常識からズレている姉・山本れい子と妹・山本しおりのおかしな日常を描いたギャグ漫画。姉の天然ボケに対して妹がツッコミを入れるやりとりが繰り広げられるが、その妹も姉に似て天然ボケの気があり、周囲に波紋をもたらす。1970年代の少女漫画風の絵柄で描かれた美貌の姉妹がシュールで破天荒な言動を繰り出すギャップが特徴であり「並のギャグ漫画以上に狂った作品」との評価もある。
2009年2月、エンターブレインの隔月刊漫画誌『Fellows!』volume3より連載が開始され、翌2010年11月には単行本が刊行された。『Fellows!』が年10回刊誌『ハルタ』へと誌名変更された2013年以降も基本的に毎号連載中であったが、2014年2月発売の『ハルタ』volume11から同年11月発売のvolume19まで病気療養のため休載しており、翌12月発売のvolume20からは連載再開されたものの不定期連載に移行した。『ハルタ』volume42に掲載されたフルカラーの特別編「いろどり広場（エピローグ）」をもって連載を終了した。
作品は、原則として4コマ漫画の形式で描かれており、いくつかの4コマ作品をまとめたものに1コマ漫画を扉絵として配し1話とする構成が通例である。各話は「第○回」（○の部分は漢数字）の形式でカウントされている。れい子が面接試験を受けた会社から不採用通知が届く第八回、れい子のお見合いを描く第十五回などのように、4コマ漫画ではなくストーリー漫画の形式をとることもある。
なお、作品名に用いられている「ふうらい（風来）」の語義は、「風に運ばれてきたように、どこからともなく出現すること。気まぐれで、落着きがないこと。また、そのような人物」である。ところが、作品において副題のように用いられているフランス語の表記「les sœurs excentriques（レ・スール・エクサントリク）」の意味は「変人姉妹」「奇人姉妹」であり、必ずしも意味が一致しているわけではない。

## 登場人物
山本 れい子（やまもと れいこ）
「ふうらい姉妹」の姉。
長い睫毛に物憂げな目元が特徴でスタイルも良い美人であるが、凡人とはズレた独特の感性の持ち主。そんな姉の天然ボケに対して妹のしおりからしばしばツッコミが入る。そのボケとツッコミの掛け合いは、たとえば、「目にゴミを入れちゃった」といって目頭をおさえる姉に「入れたの!?わざわざ!?」と妹がツッコミを入れたり（単行本第1巻表紙カバー）、「ぞうきんを落としてしまったみたい」といって街中でポケットの中身を改める姉に「持ち歩いていたんだ…」と妹が心の中でツッコミを入れる（単行本第2巻表紙カバー）、といった具合である。
物語のあらすじや漢字の読みを間違えて覚えていることが多く、遺伝子を「いでんこ」と読んだり、川端康成の小説『伊豆の踊子』を『いまめのよう子』と読んだことがある。
不器用に見える描写もあるが、本格的なドレスや浴衣を仕立てたり、美味しいケーキを手作りするなど器用な一面がある。また、器械体操の経験があり、中学生の時にやめてしまったものの、大人になった現在でも披露することがある。
仕事を探すも面接は通らず（履歴書は100枚以上書いた）無職でいたが、ひょんなことから雑貨屋でアルバイトを始めることとなる。
歌手の夢見さくら子に服飾の腕を認められ、パートをしながら服飾デザイナーの道に進む。
山本 しおり（やまもと しおり）
「ふうらい姉妹」の妹。
一見しっかり者の小学生だが、姉に似てズレた感覚の持ち主で、学校内で色々とハプニングを起こす。
天然ボケの姉に対してツッコミを入れることが多いが、愛情をもって接している。
クラスメイトの高橋たけるのことが好きであるが、アピールが上滑りするのが常である。
高橋 たける （たかはし たける）
しおりのクラスメイト。クラス委員をつとめる。
左右の眉毛がつながっている。
馬七 馬七（ばなな ばしち）
近所に住む有名な画家。ヘタウマ絵を地でいく画風。
自宅の屋根の色に気がつかず、それを教えてくれた山本姉妹に恩義を感じて以来、山本姉妹（特にれい子と）親しくしている。
父親も画家である。馬七自身は、理科の教師を目指していたが採用試験に失敗し、父親のアトリエを受け継ぐこととなった。
7人兄妹であり、全員が名前に「馬」を用いている。「馬七」という名前の由来は、7番目に生まれた末っ子のためである。
生涯独身を貫いている。
斜井田 タケシ（しゃいだ タケシ）
山本家の隣に住む御節貝（おせつかい）さんの甥で、彼の紹介によりれい子のお見合い相手となった。
大学時代は、器械体操をやっていた。現在は、A商事に勤務している。
シャイな性格で、れい子との初対面の時はなかなか部屋に入ろうとしなかったが、ひょんなことかられい子らと打ち解け、付き合いが始まる。
鳳 こだま（おおとり こだま）
手作りの雑貨屋を営む女性。アルバイトを募集していた折に、告白風に求職してきたれい子を「面倒だから」と面接もせず採用。
飄々とした表情でれい子に冗談を飛ばして（れい子はその冗談をしばしば真に受ける）楽しんだり、彼女の奇行にツッコミを入れたりしている。
作者の後の連載作『紙一重りんちゃん』にも主人公の友人である小学生として同名のキャラクターが登場している。
朝長 健一（ともなが けんいち）
しおりの担任の教師。髪を七三分けのように横分けしている。山本姉妹や同僚の教師にまで、なぜか「教科書を食べてそう」と評される。
夢見 さくら子（ゆめみ さくらこ）
40年前にヒット曲「食べこぼしブルース」で一世を風靡した歌手。れい子の服飾の腕を気に入り、コンサートの衣装デザインを頼む。

## 書誌情報
- 長崎ライチ 『ふうらい姉妹』 発行：エンターブレイン / 発売：角川グループパブリッシング 〈ビームコミックス→ハルタコミックス（4巻）〉、全4巻。
  1. 2010年11月26日発行、ISBN 978-4-04-726868-5
  2. 2012年1月26日発行、ISBN 978-4-04-727769-4
  3. 2013年9月26日発行、ISBN 978-4-04-729167-6
  4. 2017年4月15日発行、ISBN 978-4-04-734627-7

第1巻：『Fellows!』vol.3-vol.11A、vol.11B初出。特別編として、「夏の思い出」（『Swimsuits Fellows! 2009』初出）、「芸術の秋」（『ミュージックフェローズ』初出）、フルカラー漫画「いろどり広場」（Fellows!旧公式サイト内『長崎部屋』初出）の3編を収録。また、山本姉妹の子供時代を描いた「おまけ漫画 回想録」（描き下ろし）も収録。
第2巻：『Fellows!』vol.12-vol.16A、vol.17-20初出。巻末には、山本姉妹の子供時代を描いた「おまけ漫画 回想録」（描き下ろし）、フルカラー漫画の特別編「いろどり広場」（Fellows!旧公式サイト内『長崎部屋』初出）を収録。
第3巻：『Fellows!』vol.20-vol.26、『Harta』vol.1-2、vol.4-6初出。巻末には「おまけ漫画 宝物」（ハルタ創刊記念小冊子「Hello! Harta」初出）、山本姉妹の子供時代を描いた「おまけ漫画 回想録」（描き下ろし）、フルカラー漫画の特別編「いろどり広場」（描き下ろし）を収録。
第4巻：『Harta』vol.7-10、vol.20、vol.22、vol.25、vol.36-41初出。巻中にはフルカラーの特別編「いろどり広場（イラストギャラリー）」、「電車で読めないマンガフェア」用描き下ろし「おまけ漫画 電車にて」を収録。巻末にはフルカラー漫画の特別編「いろどり広場（エピローグ）」（『Harta』vol.42初出）を収録。